# Walckenaeria tibialis
Walckenaeria tibialis là một loài nhện trong họ Linyphiidae. Loài này thuộc chi Walckenaeria. Walckenaeria tibialis được James Henry Emerton miêu tả năm 1882. Loài này có ở Hoa Kỳ và Canada.